# Ърнест Боргнайн
Ърнест Боргнайн (на английски: Ernest Borgnine) е американски филмов, театрален и телевизионен актьор. 
Боргнайн е сред популярните типажни актьори на Холивуд, с кариера обхващаща над шест десетилетия. Още през 1950-те, той е ангажиран за поредица от неконвенционални водещи роли, печелейки награди „Оскар“ и „Златен глобус“ за изпълнението си в хитовата нискобюджетна продукция „Марти“ (1955). Сред класическите заглавия с негово участие са „Оттук до вечността“ (1953) на Фред Зинеман, „Лош ден в Блек рок“ (1955) на Джон Стърджис, „Мръсната дузина“ (1967) на Робърт Олдрич и „Дивата орда“ (1969) на Сам Пекинпа
Добива голяма популярност и с главните си роли в телевизионните сериали „Флотът на Макхейл“ (1962 – 1966) и „Въздушен вълк“ (1984 – 1987). Също е познат като гласа на Сирена мен в анимационния сериал „Спондж Боб Квадратни гащи“.

## Биография

### Ранни години
Ърнест Боргнайн е роден като Ермес Ефрон Боргнино на 24 януари 1917 г. в Хемдън, щата Кънектикът. Родителите му Ана Босели и Камило Боргнино са италиански имигранти. Те се разделят, когато Ермес е само на 2-годишна възраст. Тогава, майка му се връща в Италия заедно с него, където остават в продължение на 4 години. През 1923 г., родителите му се събират отново и сменят фамилията си на английско звучащото Боргнайн. Семейството се установява в Норт Хейвън, Кънектикът, където Ърнест започва да посещава общинското училище. Докато расте, той показва засилен интерес към спорта. През 1935 г., той завършва гимназията „Джеймс Хилхаус“ в Ню Хейвън, Кънектикът, след което се присъединява към Военноморските сили на Съединените американски щати, където служи в продължение на 10 години, включително през времето на Втората световна война, за което е отличен с множество медали.
След уволнението си от армията, Ърнест се завръща в бащината къща без професия и въобще без яснота за посоката на живота си. Показвайки нежелание да се присъедини към работниците в някоя фабрика, един ден майка му подхвърля, че според нея той ще стои добре на сцената. За изненада на всички, Боргнайн приема предложението присърце и въпреки скептицизма на баща си, се явява на прослушване в театъра „Barter“ в Абингдън, Вирджиния, където е приет. Първата му поява на сцена е през 1947 г. в пиесата „State of the Union“. През 1949 година, Ърнест прави дебюта си на Бродуей в пиесата „Харви“ от американската писателка Мери Чейс.

## Избрана филмография
| Година | Филм                    | Оригинално заглавие          | Роля                           | Режисьор         |
| ------ | ----------------------- | ---------------------------- | ------------------------------ | ---------------- |
| 1953   | Оттук до вечността      | From Here to Eternity        | сержант Джеймс (Фатсо) Джудсън | Фред Зинеман     |
| 1954   | Деметрий и гладиаторите | Demetrius and the Gladiators | Страбон                        | Делмар Дейвс     |
| 1954   | Джони Китарата          | Johnny Guitar                | Барт Лонерган                  | Никълъс Рей      |
| 1954   | Вера Крус               | Vera Cruz                    | Донеган                        | Робърт Олдрич    |
| 1955   | Лош ден в Блек Рок      | Bad Day at Black Rock        | Коли Тримбъл                   | Джон Стърджис    |
| 1955   | Марти                   | Marty                        | Марти Пилети                   | Делбърт Ман      |
| 1956   | Джубал                  | Jubal                        | Шеп Хорган                     | Делмар Дейвс     |
| 1960   | Плащай или умри         | Pay or Die                   | лейтенант Джоузеф Петросино    | Ричард Уилсън    |
| 1961   | Страшният съд           | Il giudizio universale       | Мошеника                       | Виторио Де Сика  |
| 1967   | Мръсната дузина         | The Dirty Dozen              | генерал-майор Уардън           | Робърт Олдрич    |
| 1969   | Дивата орда             | The Wild Bunch               | Дъч Енгстром                   | Сам Пекинпа      |
| 1971   | Уилард                  | Willard                      | Ал Мартин                      | Даниел Ман       |
| 1971   | Хани Колдър             | Hannie Caulder               | Емет Клеменс                   | Бърт Кенеди      |
| 1977   | Исус от Назарет         | Jesus of Nazareth            | римски войник                  | Франко Дзефирели |
| 1978   | Конвой                  | Convoy                       | Шериф Лайл „Котънмаут“ Уолъс   | Сам Пекинпа      |
| 1979   | Черната дупка           | The Black Hole               | Хари Бут                       | Гари Нелсън      |
| 1981   | Бягство от Ню Йорк      | Escape from New York         | Каби                           | Джон Карпентър   |
| 1988   | Спайки от Бенсонхърст   | Spike of Bensonhurst         | Балдо Касети                   | Пол Мориси       |
| 1997   | Гатака                  | Gattaca                      | Цезар                          | Андрю Никъл      |
| 2008   | Непозната дива природа  | Strange Wilderness           | Милас                          | Фред Улф         |
| 2010   | Бесни страшни пенсии    | RED                          | Хенри                          | Роберт Швентке   |